# Grunge
Grunge is een naam voor Amerikaanse gitaarrock die in de late jaren tachtig ontstond in Seattle in de Verenigde Staten. Grunge kwam voort uit de noiserock en alternatieve rock en koppelt de strakke eenvoud van de punk en indierock aan het overstuurde gitaargeluid van de heavy metal.

## Het begin
Grunge ontstond in Seattle halverwege de jaren tachtig vanuit de noise- en indierockscene, waarin Neil Young met zijn Crazy Horse als voorbeeld dienden evenals de indierock van de oostkust met als sleutelbands Pixies, Dinosaur Jr. en Sonic Youth, welke laatste ook in een later stadium vooral in zakelijk en autonoom esthetisch een sleutelrol zou spelen in veel opvolgende platencontracten over de inspraak van het label over de muziek van onder andere Nirvana. De eerste golf van grungegroepen uit Seattle bestond uit groepen als The Melvins, Mudhoney, Green River, Malfunkshun, The Wipers en Soundgarden. Malfunkshun en Green River fuseerden en stichtten de band Mother Love Bone. Deze bands waren slechts bekend bij een klein publiek. Na de dood van Mother Love Bone zanger Andrew Wood werd er een tributeband opgericht met Eddie Vedder, Chris Cornell en de leden van Mother Love Bone, deze werd Temple Of The Dog genoemd, naar een nummer van Mother Love Bone. Uit dit project ontstond uiteindelijk Pearl Jam. Begin jaren negentig heeft Sonic Youth een leidersrol binnen de grungebeweging. Deze rol werd snel overgenomen door Nirvana, maar ook hierin had Sonic Youth een groot aandeel, want zij zorgden ervoor dat Kurt Cobain met zijn band een contract kon tekenen bij een grote platenmaatschappij, die voldeed aan vrij strikte, door Geffen Records gestelde voorwaarden. De invloed van grunge en dan vooral de nalatenschap van Kurt Cobain in het bijzonder, klinken nog steeds door in de hedendaagse popmuziek. Sonic Youth nam Nirvana mee als voorprogramma en, belangrijker nog, introduceerde de band bij DGC, een groot label, eigendom van David Geffen. Door deze deal kon niets de opmars van Nirvana in de weg staan, maar ook de muziek van Sonic Youth uit die periode (grofweg 1990-1995) is makkelijk in te passen tussen alle grungealbums van onder andere Nirvana, Pearl Jam en Soundgarden. De tweede golf, waarvan Nirvana en Pearl Jam de belangrijkste vertegenwoordigers waren, brak wel wereldwijd door. Bands als Dinosaur Jr., Buffalo Tom, Lemonheads, Smashing Pumpkins, die al enkele albums hadden uitgebracht voor de wereldwijde opkomst van de grunge, werden meegezogen in de belangstelling.

## Hoogtepunt en neergang
Nirvana's album Nevermind (1991) wordt over het algemeen gezien als het hoogtepunt van de grunge. Dankzij het commerciële succes van Nirvana groeide grunge in de vroege jaren negentig uit tot een rage. Dit was voor een deel te danken aan de toestand die destijds in de platenindustrie heerste: traditionele inkomstenbronnen als Michael Jackson en Madonna vroegen destijds zulke astronomische voorschotten voor nieuwe albums dat de relatief lage investering in een aantal nieuwe grungebands voor platenmaatschappijen veel interessanter was. Zo kregen tientallen nieuwe acts de kans om door te breken.
 Nirvana, Pearl Jam, Soundgarden en Alice in Chains waren de belangrijkste vertegenwoordigers. Met name de eerste bands scoorden enkele grote hits, en hadden vele, vooral jeugdige, fans. Sub Pop was het bekendste platenlabel. Ook andere grote rockbands uit deze tijdsperiode, zoals Smashing Pumpkins en Stone Temple Pilots, kenden sterke grunge-invloeden.
In Europa volgde kort na het uitkomen van Nevermind, Radiohead met hun rauwe Britpop hit Creep.
Riot grrrl was de feministische zijstroming van de grunge, die begin jaren negentig tegelijkertijd opkwam, vertegenwoordigd door bands als L7, Babes in Toyland, Free Kitten en Hole. De laatste was de band van Courtney Love, de vrouw van Kurt Cobain.
De zelfmoord van Kurt Cobain, de leadzanger van Nirvana was een keerpunt voor het genre. Soundgarden lag met zichzelf in de knoop door drankproblemen. Het ging steeds slechter met Alice in Chains, met in het bijzonder de gezondheid van frontman Layne Staley, die uiteindelijk stierf in 2002 (op exact zelfde dag als Kurt Cobain), door een overdosis en zo een (voorlopig) einde maakte aan het bestaan van de groep. Alleen Pearl Jam en de nieuwe groep van Nirvanadrummer Dave Grohl, Foo Fighters, bleven populaire acts bij een groot publiek.

## Postgrunge
Postgrunge kwam al snel na het overlijden van Kurt Cobain op. Bands uit deze stroming hebben muzikaal gezien grote grunge-invloeden. Waar grunge geënt was op de alternatieve underground van de jaren tachtig, was postgrunge weer geïnspireerd door de mainstream grunge en had daardoor een minder brede sound. De eerste golf van postgrungegroepen werd aangevoerd door Bush, Candlebox en Matchbox 20.
Aan het begin van het nieuwe millennium volgde een tweede golf postgrungegroepen, die het genre weer enigszins uit het slop trokken. De belangrijkste vertegenwoordigers hiervan waren Creed, Nickelback, 3 Doors Down en Puddle of Mudd, die verschillende singles in de hitlijsten kregen.

## 21e eeuw
In de 21e eeuw bestaan er nog altijd enkele bekende grungegroepen, waarvan het immer nog bestaande Pearl Jam de belangrijkste is. Ook bands als The Melvins en Mudhoney zijn nog steeds actief, en enkele bands, zoals Alice in Chains en Soundgarden, zijn herenigd. Green River gaf in juli 2008 in Seattle een reünieconcert.

## Mode
Zoals het een poprage betaamt, leverde ook de grunge een aantal stijlelementen in het modebeeld op. In navolging van de artiesten maten grungeliefhebbers zich zelf bij elkaar gezochte, vaak tweedehands kleding aan, zoals oude jarenzeventigkleding, maar vooral geruite houthakkersoverhemden (flanellen shirts), kapotte spijkerbroeken en wijde flodderbroeken, niet te kort en vettig haar, een ongeschoren kin, een wollen muts, en schoenen van het merk Converse (de zogenaamde ’Chuckies’ All Stars, de lage soort) of Dr. Martens. Later kwamen de verschillende bandshirts ook in trek bij de fans, liefst vaal en versleten tot op de draad. Deze stijl was later ook op verschillende catwalks en in collecties van bekende modeontwerpers te ontdekken. Dit maakte dat het een trend werd, en niet meer alleen tot grungefans hoorde.